# Правовое управление Московской патриархии
Правовое управле́ние Моско́вской патриархи́и (до 2018 года — Юридическая служба Московской патриархии) — структурное подразделение Русской православной церкви, действующее на правах Синодального учреждения Русской православной церкви. Руководитель подразделения является постоянным членом Высшего церковного совета Русской православной церкви.

## История
До 2010 года была должность юрисконсульта Московской патриархии.
С 2010 года в помощь юрисконсульту была сформирована юридическая служба Московской патриархии, которую и возглавил юрисконсульт Московской патриархии.
6 октября 2018 года распоряжением патриарха Московского и всея Руси Кирилла юридическая служба была преобразована в правовое управление Московской патриархии.

## Функции управления
Правовым управлением реализуется юридическое сопровождение и консультации по правовому обеспечению потребностей не только Московской Патриархии как учреждения, но также и потребностей епархий и иных канонических подразделений Русской Православной Церкви в целом.
Кроме того Правовое управление ведёт законопроектную работу во взаимодействии с Синодальным отделом по взаимоотношениям Церкви с обществом и СМИ, что также предполагает широкий спектр функций и задач в сфере отношений государства и церкви.

## Руководители Правового управления
1. игуменья Ксения (Чернега) (2010 — 6 октября 2018) — как руководитель Юридической службы;
2. игуменья Ксения (Чернега) (с 6 октября 2018)